# جولد ريسيرف
جولد ريسيرف (بالإنجليزية: .Gold Reserve Inc)‏ هي شركة تعدين ذهب تأسست عام 1956 وتتمتع بالعمليات وممتلكات التعدين في ولاية بوليفار، فنزويلا.